# Сабине Кляйст, 7 лет...
Сабине Кляйст, 7 лет… (нем. Sabine Kleist, 7 Jahre…) — немецкий художественный фильм, снятый режиссёром Гельмутом Дзюбой. Премьера фильма состоялась 2 сентября 1982 года в кинотеатре «Kino International» в Берлине. В ГДР фильм впервые был показан в феврале 1983 года на Детском кинофестивале 33-го Берлинского международного кинофестиваля. На телевидении ГДР фильм был впервые показан 24 декабря 1983 на DFF 1. Первые несколько секунд фильма с фотографиями, изображающими аварию, погибших родителей Сабине и её поступление в детский дом, были вырезаны из эфира.

## Сюжет
Маленькая Сабине Кляйст потеряла своих родителей в автомобильной аварии. Её отправляют жить в детдом, где её второй матерью становится Эдит, её воспитательница. Когда из-за беременности Эдит отказывается от профессии, Сабине очень остро реагирует на это. Вскоре после ухода Эдит, семилетняя Сабине сбегает из детдома.
Сабине бродит по Берлину. Она ездит на цирковых лошадях по ночному городу, наблюдает за похоронной процессией и посещает роддом в надежде найти Эдит. Она приходит домой к Эдит, но не застаёт её дома. Парень из Союза свободной немецкой молодёжи дает Сабине 50 пфеннигов и она покупает на них печенье. Некоторое время спустя она встречает польского мальчика по имени Станислав который потерял в толпе свою мать. Она утешает своего нового друга, отдаёт ему своё печенье и поначалу, приняв за русского, пытается передать его оказавшимся рядом советским офицерам, но те объясняют девочке, что этот мальчик - поляк. Тогда Сабине решает помочь Станиславу сама, они плещутся в одном из берлинских фонтанов и посещают церковь. Позже она приводит его в полицейский участок. Саму её расслабившийся дежурный не сразу узнаёт, но когда спохватывается, Сабине успевает уйти. Начинается масштабный поиск девочки.
Под конец дня она встречает пьяного Карла Шиндлера над которым издевается местная молодёжь, Сабина помогает ему и защищает. Они беседуют, девочка помогает ему в найти номер его квартиры. Карл понимает что она нуждается в помощи и оставляет Сабину в своей квартире. На следующее утро Сабине говорит ему, что она сбежала из дома. Она предлагает ему остаться с ним, но он объясняет ей что не можёт взять её, и предлагает навещать её в детдоме, но для Сабине этого недостаточно. Когда Карл уходит позвонить к соседям, Сабина снова сбегает.
Между тем в городе активно идут её поиски. Беременная Эдит винит себя и вместе с мужем ездить по городу в поисках девочки. Сабине сливается с пароходной экскурсией для детей одиноких матерей, а остаток дня проводит играя в мяч с счастливой семьёй на пляже. Но Сабине понимает что она не часть этой семьи, и когда пляж пустеет, Сабине остаётся одна. Она проводит ночь в пустом доме под снос. На следующий день здание взрывают, а Сабине идёт к полицейской машине и добровольно возвращается в детдом, где её уже ждут новая воспитательница и Эдит.

## Награды
На третьем Национальном фестивале детских фильмов ГДР в 1983 году фильм был награждён «Золотым воробьём» в категории художественного кино. На 33-м Берлинском международном кинофестивале фильм был награждён Призом Международного центра фильмов для детей и молодежи (C.I.F.E.J.).
Актриса Петра Леммель была на Московском международном кинофестивале в 1983 году и получила приз жюри детских фильмов. Фильм также получил награду пионерской организации Советского Союза. На кинофестивале в Алансоне 1987 году фильм занял второе место.
Фильм получил государственное звание «ценный».

## В ролях
- Петра Леммель — Сабине Кляйст
- Симона фон Цглиники — Эдит
- Мартин Треттау — Карл Шиндлер
- Петра Бартель — молодая беременная женщина
- Герт Гючов — Человек с тубой
- Уве Кокиш — муж Эдит
- Реджине Хилц — дочь Риты
- Ларс Хиллершайм — Станислав
- Юрген Хут — товарищ старшина
- Сандра Ульрих — маленькая Сабина